# Der Esel in der Löwenhaut (La Fontaine)

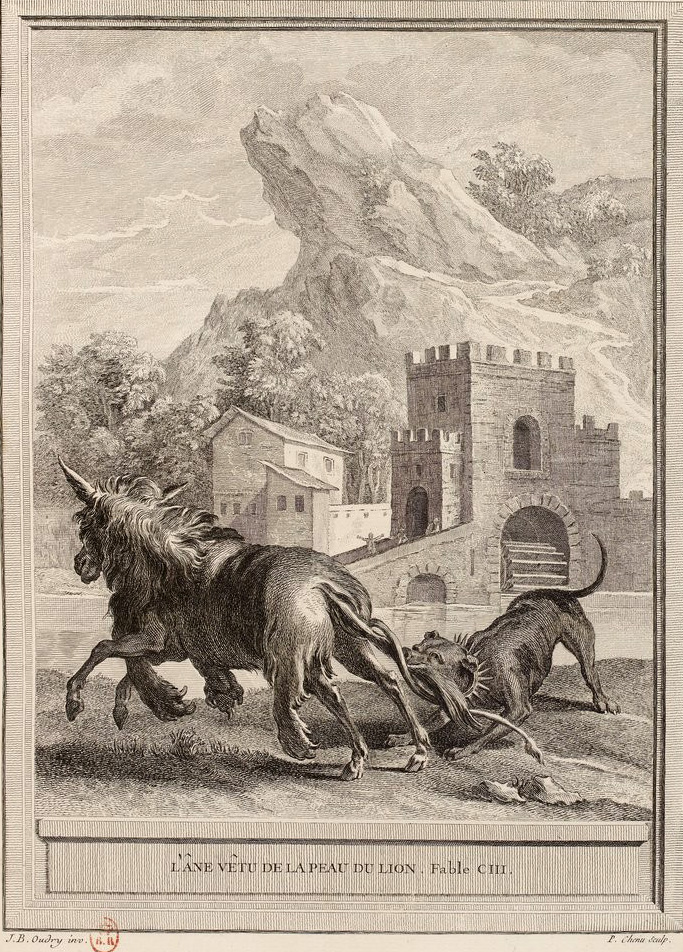
L’âne vêtu de la peau d’un lion

Der Esel in der Löwenhaut (französisch L’Âne vêtu de la peau du lion) ist die 21. Fabel aus dem fünften Buch der Sammlung Fables Choisies, Mises En Vers von Jean de La Fontaine. Sie ist eine von mehreren Fabeln La Fontaines, in denen er die Überheblichkeit seiner Landsleute streng kritisiert; seine Version schließt daher mit der Moral: „Drei Viertel ihres Heldenmuts liegt in einem kriegerischen Erscheinungsbild.“ Als Quelle diente ihm die Fabeln von Äsop Asinus pellem Leonis gestans und Asinus et Leonina pellis. Der „Esel in der Löwenhaut“ hat sprichwörtliche Bedeutung gewonnen.

## Analyse
Die Fabel berichtet, wie ein Esel eine Löwenhaut findet und sie sich überzieht, um Furcht unter den andern Tieren zu erregen. Er, der sonst keinen schreckte, genoss es, wie jetzt alle vor ihm zitterten. Jedoch ließ eines seiner langen Ohren, das unverhüllt geblieben war, den Schwindel bald auffliegen. Kurz darauf waren die nicht eingeweihten Passanten doch sehr erstaunt zu sehen, wie sein Meister „Löwen“ zur Mühle trieb: „Ceux qui ne savaient pas la ruse et la malice/ S’étonnaient de voir que Martin/ Chassât les Lions au moulin.“ La Fontaines Ironie ist hier offensichtlich, da er dem Eseltreiber den Namen Martin gab, der traditionell im Französischen ein Name für Esel ist. Auch in seinen Schlussversen „Un équipage cavalier/ Fait les trois quarts de leur vaillance“ ist ein Wortspiel zu finden: Das französische Wort équipage ist heute eher mit der Bedeutung im Sinne von „Kutsche und Pferde“ bekannt, équipage cavalier meinte jedoch „ritterliche Kleidung“,  in Wörterbüchern aus der Zeit La Fontaines und vieler seiner Zeitgenossen wird équipage  häufig als „Festtracht“ verwendet, wie der vorliegende Kontext nahelegt. Eitelkeit und Anmaßung erregten La Fontaines Wut mehr als alles andere. Umso verbitterter war er wegen seiner eigenen schwierigen Verhältnisse, er konnte sich vielleicht nie Un équipage cavalier leisten. Der Vers «De la peau du Lion l’Âne s’étant vêtu/cetait craint partout à la ronde,/ Et bien qu’Animal sans vertu» (vertu=Tugend) steht demnach für die tugendlosen Krieger, die nur aus der Ferne in ihrer Uniform furchtlos und tapfer aussehen.